# Nicky Jones
Nicholas Cornelius Jones (* 16. Juli 1996 in Houston, Texas) ist ein US-amerikanischer Schauspieler und Synchronsprecher.
Jones war häufig als Sprecher für viele Werbespots und lieh darüber hinaus der Zeichentrickfigur Chowder in der gleichnamigen Zeichentrickserie seine Stimme.

## Filmografie
- 2006: Bambi 2
- 2007–2010: Chowder
- 2008: Die fantastische Welt von Gumball (Pilot)